# Campionat del Món de billar a tres bandes

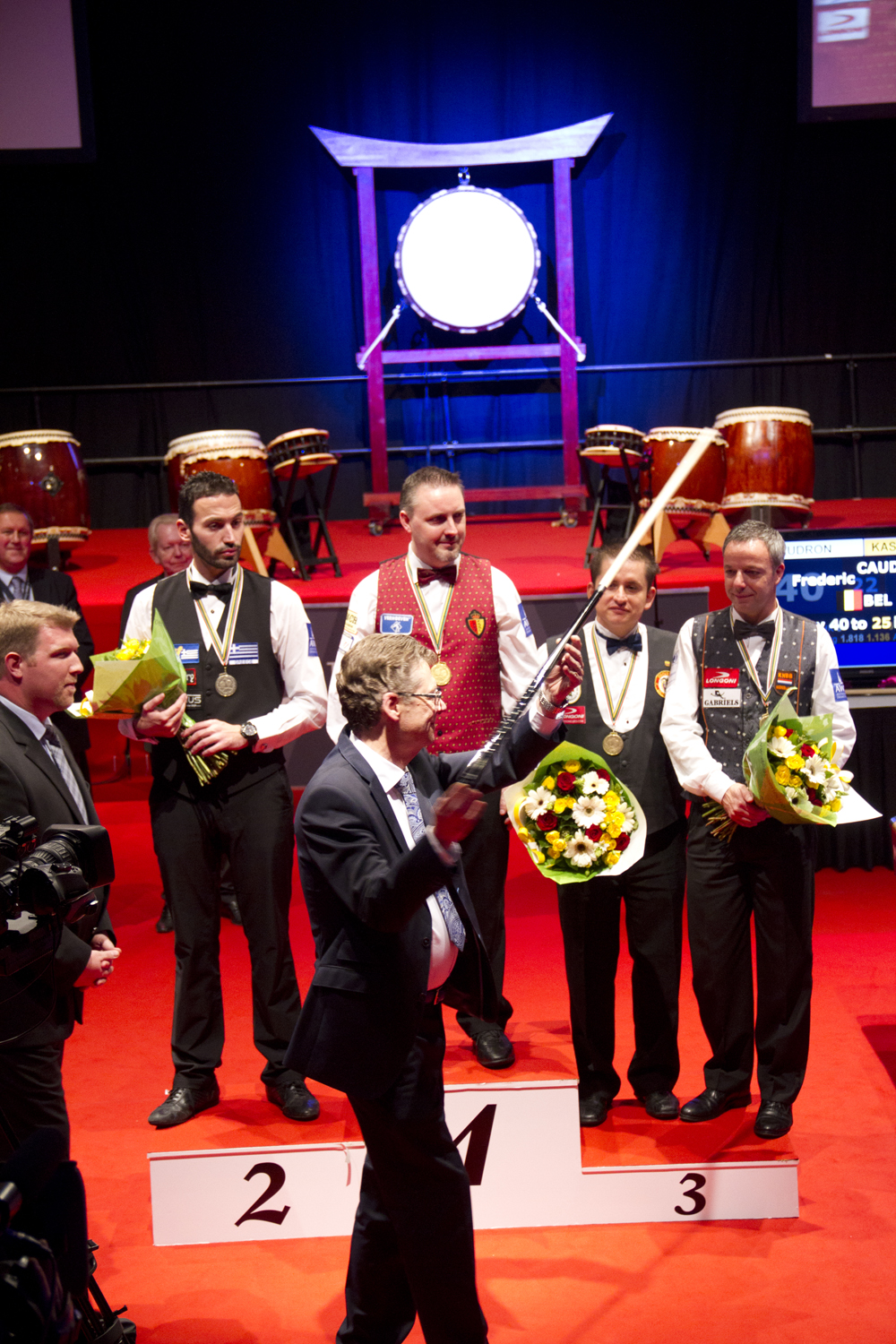
Entrega de premios 2013.
Ludo Dielis entregó el taco de diamantes a el ganador Frederic Caudron.
De izquierda a derecha: Vice Campeón del Mundo Filipos Kasidokostas, Caudron y ganadores en la categoría de bronze Alexander Salazar y Dick Jaspers.

El Campionat del Món de billar a tres bandes (oficialment anomenat UMB World Three-cushion Championship) és un torneig professional de billar a tres bandes, organitzat anualment per la Unió Mundial de Billar.
Els premis per als campions l'any 2007 han estat d'un total de 35.200 € (49.600 US$), amb un premi pel primer classificat de 4.800 € (6.750$).
Aquesta llista dona els campions del món de billar a tres bandes de la UMB, entre 1928 i 2013 (els anys que no apareixen no es va disputar el campionat). El palmarès ha estat majoritàriament dominat per europeus destacant per damunt de tots el belga Raymond Ceulemans.

## Historial
Font:
| Num. | Any  | Seu                                          | Campió                                       | P.                                           | Finalista                                    | P.    |
| ---- | ---- | -------------------------------------------- | -------------------------------------------- | -------------------------------------------- | -------------------------------------------- | ----- |
| 01   | 1928 | Reims                                        | Edmond Soussa                                | 0,552                                        | Carel Koopman                                | 0,493 |
| 02   | 1929 | Brussel·les                                  | Edmond Soussa                                | 0,604                                        | Emile Zaman                                  | 0,720 |
| 03   | 1930 | Amsterdam                                    | Hendrik J. Robijns                           | 0,587                                        | Edmond Soussa                                | 0,541 |
| 04   | 1931 | Barcelona                                    | Enric Miró                                   | 0,551                                        | Edmond Soussa                                | 0,632 |
| 05   | 1932 | Vichèi                                       | Hendrik J. Robijns                           | 0,679                                        | Claudi Puigvert                              | 0,698 |
| 06   | 1933 | El Caire                                     | Hendrik J. Robijns                           | 0,628                                        | Edmond Soussa                                | 0,593 |
| 07   | 1934 | Barcelona                                    | Claudi Puigvert                              | 0,695                                        | Jacques Davin                                | 0,590 |
| 08   | 1935 | Alger                                        | Alfred Lagache                               | 0,656                                        | Claudi Puigvert                              | 0,755 |
| 09   | 1936 | Nova York                                    | Edward L. Lee                                | 0,859                                        | Eugene Deardorff                             | 0,665 |
| 10   | 1937 | Colònia                                      | Alfred Lagache                               | 0,696                                        | August Tiedtke                               | 0,680 |
| 11   | 1938 | Buenos Aires                                 | Augusto Vergez                               | 0,884                                        | Jean Fransisco Vergez                        | 0,677 |
| 12   | 1948 | Buenos Aires                                 | Rene Vingerhoedt                             | 0,877                                        | Jose Bonomo                                  | 0,922 |
| 13   | 1952 | Buenos Aires                                 | Pedro Leopoldo Carrera                       | 1,070                                        | August Tiedtke                               | 0,961 |
| 14   | 1953 | Anvers                                       | Enrique Navarra                              | 0,937                                        | Rene Vingerhoedt                             | 1,001 |
| 15   | 1958 | Barcelona                                    | Enrique Navarra                              | 0,913                                        | Rene Vingerhoedt                             | 1,089 |
| 16   | 1960 | Buenos Aires                                 | Rene Vingerhoedt                             | 0,961                                        | Carlos Monestier                             | 0,811 |
| 17   | 1961 | Amsterdam                                    | Adolfo Suárez                                | 0,997                                        | Egidio Vieira                                | 0,801 |
| 18   | 1963 | Neuss                                        | Raymond Ceulemans                            | 1,307                                        | Johann Scherz                                | 1,077 |
| 19   | 1964 | Ostende                                      | Raymond Ceulemans                            | 1,231                                        | Marcelo Lopez                                | 1,040 |
| 20   | 1965 | Hilversum                                    | Raymond Ceulemans                            | 1,290                                        | Johann Scherz                                | 1,152 |
| 21   | 1966 | Buenos Aires                                 | Raymond Ceulemans                            | 1,191                                        | Enrique Navarra                              | 1,006 |
| 22   | 1967 | Lima                                         | Raymond Ceulemans                            | 1,345                                        | Humberto Suguimizu                           | 0,957 |
| 23   | 1968 | Düren                                        | Raymond Ceulemans                            | 1,227                                        | Koya Ogata                                   | 0,910 |
| 24   | 1969 | Tòquio                                       | Raymond Ceulemans                            | 1,276                                        | Koya Ogata                                   | 0,992 |
| 25   | 1970 | Las Vegas                                    | Raymond Ceulemans                            | 1,164                                        | Nobuaki Kobayashi                            | 0,998 |
| 26   | 1971 | Groningen                                    | Raymond Ceulemans                            | 1,266                                        | Rini van Bracht                              | 0,865 |
| 27   | 1972 | Buenos Aires                                 | Raymond Ceulemans                            | 1,315                                        | Nobuaki Kobayashi                            | 1,025 |
| 28   | 1973 | El Caire                                     | Raymond Ceulemans                            | 1,478                                        | Nobuaki Kobayashi                            | 0,966 |
| 29   | 1974 | Anvers                                       | Nobuaki Kobayashi                            | 1,312                                        | Raymond Ceulemans                            | 1,325 |
| 30   | 1975 | La Paz                                       | Raymond Ceulemans                            | 1,308                                        | Rini van Bracht                              | 0,922 |
| 31   | 1976 | Ostende                                      | Raymond Ceulemans                            | 1,500                                        | Nobuaki Kobayashi                            | 1,305 |
| 32   | 1977 | Tòquio                                       | Raymond Ceulemans                            | 1,372                                        | Nobuaki Kobayashi                            | 1,187 |
| 33   | 1978 | Las Vegas                                    | Raymond Ceulemans                            | 1,679                                        | Nobuaki Kobayashi                            | 1,205 |
| 34   | 1979 | Lima                                         | Raymond Ceulemans                            | 1,384                                        | Nobuaki Kobayashi                            | 1,135 |
| 35   | 1980 | Buenos Aires                                 | Raymond Ceulemans                            | 1,460                                        | Yohio Yoshihara                              | 1,217 |
| 36   | 1981 | El Caire                                     | Ludo Dielis                                  | 1,222                                        | Nobuaki Kobayashi                            | 1,426 |
| 37   | 1982 | Guayaquil                                    | Rini van Bracht                              | 1,043                                        | Yohio Yoshihara                              | 1,146 |
| 38   | 1983 | Aix-les-Bains                                | Raymond Ceulemans                            | 1,447                                        | Richard Bitalis                              | 1,332 |
| 39   | 1984 | Krefeld                                      | Nobuaki Kobayashi                            | 1,388                                        | Ludo Dielis                                  | 1,278 |
| 40   | 1985 | Heeswijk-Dinther                             | Raymond Ceulemans                            | 1,541                                        | Nobuaki Kobayashi                            | 1,364 |
| 41   | 1986 | Las Vegas                                    | Avelino Rico                                 | 1,010                                        | Torbjörn Blomdahl                            | 1,205 |
| 42   | 1987 | El Caire                                     | Torbjörn Blomdahl                            | 1,099                                        | Frank Torres                                 | 0,933 |
| 43   | 1988 | Tokyo                                        | Torbjörn Blomdahl                            | 1,594                                        | Nobuaki Kobayashi                            | 1,224 |
| 44   | 1989 | Yokohama                                     | Ludo Dielis                                  | 1,342                                        | Torbjörn Blomdahl                            | 1,389 |
| 45   | 1990 | Tokyo                                        | Raymond Ceulemans                            | 1,527                                        | Torbjörn Blomdahl                            | 1,619 |
| 46   | 1991 | Tokyo                                        | Torbjörn Blomdahl                            | 1,504                                        | Raymond Ceulemans                            | 1,518 |
| n/o  | 1992 | Palma                                        | Torbjörn Blomdahl                            | 1,716                                        | Raymond Ceulemans                            | 1,412 |
| n/o  | 1993 | Gant                                         | Sang Lee                                     | 1,355                                        | Torbjörn Blomdahl                            | 1,601 |
| 47   | 1994 | Aalborg                                      | Rini van Bracht                              | 1,149                                        | Edgar Bettzieche                             | 1,038 |
| 48   | 1995 | Grubbenvorst                                 | Jozef Philipoom                              | 1,494                                        | John Tijssens                                | 1,210 |
| 49   | 1996 | Hattingen                                    | Christian Rudolph                            | 1,025                                        | Daniel Sánchez                               | 1,277 |
| 50   | 1997 | Grubbenvorst                                 | Torbjörn Blomdahl                            | 2,015                                        | Raimund Burgman                              | 1,453 |
| 51   | 1998 | Rezé                                         | Daniel Sánchez                               | 1,594                                        | Torbjörn Blomdahl                            | 1,797 |
| 52   | 1999 | Bogotá                                       | Frédéric Caudron                             | 1,538                                        | Torbjörn Blomdahl                            | 1,769 |
| 53   | 2000 | Saint-Étienne                                | Dick Jaspers                                 | 1,773                                        | Tonny Carlsen                                | 1,502 |
| 54   | 2001 | Ciutat de Luxemburg                          | Raymond Ceulemans                            | 1,696                                        | Marco Zanetti                                | 1,866 |
| 55   | 2002 | Randers                                      | Marco Zanetti                                | 1,732                                        | Dion Nelin                                   | 1,519 |
| 56   | 2003 | Valladolid                                   | Semih Saygıner                               | 1,868                                        | Filippos Kasidokostas                        | 1,268 |
| 57   | 2004 | Rotterdam                                    | Dick Jaspers                                 | 1,907                                        | Filippos Kasidokostas                        | 1,399 |
| 58   | 2005 | Lugo                                         | Daniel Sánchez                               | 1,838                                        | Jean Paul de Bruijn                          | 1,566 |
| 59   | 2006 | Sankt Wendel                                 | Eddy Merckx                                  | 1,767                                        | Nikos Polychronopoulos                       | 1,456 |
| 60   | 2007 | Cuenca                                       | Ryuuji Umeda                                 | 1,426                                        | Daniel Sánchez                               | 1,805 |
| 61   | 2008 | Sankt Wendel                                 | Marco Zanetti                                | 1,871                                        | Torbjörn Blomdahl                            | 1,631 |
| 62   | 2009 | Lausana                                      | Filippos Kasidokostas                        | 1,869                                        | Eddy Merckx                                  | 1,703 |
| 63   | 2010 | Sluiskil                                     | Daniel Sánchez                               | 1,715                                        | Eddy Leppens                                 | 1,678 |
| 64   | 2011 | Lima                                         | Dick Jaspers                                 | 1,917                                        | Marco Zanetti                                | 1,551 |
| 65   | 2012 | Porto                                        | Eddy Merckx                                  | 1,983                                        | Choi Sung-won                                | 1,365 |
| 66   | 2013 | Anvers                                       | Frédéric Caudron                             | 1,951                                        | Filippos Kasidokostas                        | 1,923 |
| 67   | 2014 | Seül                                         | Choi Sung-won                                | 2,000                                        | Torbjörn Blomdahl                            | 1,850 |
| 68   | 2015 | Bordeus                                      | Torbjörn Blomdahl                            | 1,764                                        | Kang Dong-koong                              | 1,621 |
| 69   | 2016 | Bordeus                                      | Daniel Sánchez                               | 1,983                                        | Kim Haeng-jik                                | 2,043 |
| 70   | 2017 | Santa Cruz                                   | Frédéric Caudron                             | 2,089                                        | Eddy Merckx                                  | 1,828 |
| 71   | 2018 | El Caire                                     | Dick Jaspers                                 | 2,352                                        | Jérémy Bury                                  | 2,022 |
| 72   | 2019 | Randers                                      | Torbjörn Blomdahl                            | 2,121                                        | Nguyễn Đức Anh Chiến                         | 1,606 |
|      | 2020 | No es disputà per la pandèmia de la COVID-19 | No es disputà per la pandèmia de la COVID-19 | No es disputà per la pandèmia de la COVID-19 | No es disputà per la pandèmia de la COVID-19 |       |
| 73   | 2021 | Sharm el-Sheikh                              | Dick Jaspers                                 | 1,864                                        | Murat Naci Çoklu                             | 1,826 |
| 74   | 2022 | Donghae                                      | Tayfun Taşdemir                              | 2,244                                        | Ruben Legazpi                                | 1,638 |
| 75   | 2023 | Ankara                                       | Bao Phương Vinh                              | 1,594                                        | Trần Quyết Chiến                             | 1,635 |
| 76   | 2024 | Phan Thiết                                   | Cho Myung-woo                                | 2,171                                        | Trần Thanh Lực                               | 1,855 |